# Costa Mesa Stunners 2019
Questa voce raccoglie le informazioni riguardanti i Costa Mesa Stunners nelle competizioni ufficiali della stagione 2019.

## Organigramma societario
Area direttiva
- Presidente: ?

Area tecnica
- Allenatore: ?

## Rosa
| N° | Nome                | Ruolo | Data di nascita  | Nazionalità sportiva |
| -- | ------------------- | ----- | ---------------- | -------------------- |
| 1  | David Grandy        | P     | 5 novembre 1993  | Stati Uniti          |
| 2  | Raymond Szeto       | S     | 22 luglio 1991   | Canada               |
| 4  | Luis Palos          | S     | 14 aprile 1992   | Stati Uniti          |
| 5  | Matthew West        | P     | 1º ottobre 1993  | Stati Uniti          |
| 7  | Cesar Medina        | S     | 13 aprile 1994   | Stati Uniti          |
| 8  | Matthew August      | C     | 21 gennaio 1997  | Stati Uniti          |
| 9  | Vincent Rodriguez   | O     | 25 marzo 1987    | Stati Uniti          |
| 10 | Dillon Emery        | O     | 19 giugno 1991   | Stati Uniti          |
| 13 | Jake Hurwitz        | L     | 6 maggio 1993    | Stati Uniti          |
| 14 | Jonathan Predney    | S     | 4 giugno 1996    | Stati Uniti          |
| 16 | Ian Castellana      | C     | 15 gennaio 1991  | Stati Uniti          |
| 17 | Aniefre Etim-Thomas | C     | 30 gennaio 1991  | Stati Uniti          |
| 19 | Ryan Windisch       | L     | 10 marzo 1992    | Stati Uniti          |
| 24 | John Eddins         | P     | 29 dicembre 1993 | Stati Uniti          |
| 25 | Robert Feathers     | C     | 12 agosto 1992   | Stati Uniti          |
| 30 | Johannes Brink      | O     | 16 febbraio 1992 | Stati Uniti          |
| 33 | Brian Dirks         | L     | 3 giugno 1986    | Stati Uniti          |
| 46 | Nick England        | S     | 1º luglio 1992   | Stati Uniti          |

## Statistiche

### Statistiche di squadra
| Competizione | Punti | In casa | In casa | In casa | In trasferta | In trasferta | In trasferta | Totale | Totale | Totale |
| Competizione | Punti | G       | V       | P       | G            | V            | P            | G      | V      | P      |
| ------------ | ----- | ------- | ------- | ------- | ------------ | ------------ | ------------ | ------ | ------ | ------ |
| NVA          | 28    | 0       | 0       | 0       | 0            | 0            | 0            | 15     | 11     | 4      |
| Totale       | -     | 0       | 0       | 0       | 0            | 0            | 0            | 15     | 11     | 4      |

G = partite giocate; V = partite vinte; P = partite perse

### Statistiche dei giocatori
| Giocatore      | NVA | NVA | NVA | NVA | NVA | Totale | Totale | Totale | Totale | Totale |
| Giocatore      | P   | PT  | AV  | MV  | BV  | P      | PT     | AV     | MV     | BV     |
| -------------- | --- | --- | --- | --- | --- | ------ | ------ | ------ | ------ | ------ |
| M. August      | 10  | 70  | 44  | 19  | 7   | 10     | 70     | 44     | 19     | 7      |
| J. Brink       | 6   | 71  | 55  | 11  | 5   | 6      | 1      | 55     | 11     | 5      |
| I. Castellana  | 6   | 22  | 16  | 5   | 1   | 6      | 22     | 16     | 5      | 1      |
| B. Dirks       | 3   | 0   | 0   | 0   | 0   | 3      | 0      | 0      | 0      | 0      |
| J. Eddins      | 4   | 18  | 8   | 6   | 4   | 4      | 18     | 8      | 6      | 4      |
| D. Emery       | 10  | 74  | 57  | 9   | 8   | 10     | 74     | 57     | 9      | 8      |
| N. England     | 5   | 20  | 14  | 1   | 5   | 5      | 20     | 14     | 1      | 5      |
| A. Etim-Thomas | 3   | 18  | 12  | 5   | 1   | 3      | 18     | 12     | 5      | 1      |
| R. Feathers    | 6   | 55  | 36  | 13  | 6   | 6      | 55     | 36     | 13     | 6      |
| D. Grandy      | 1   | 2   | 0   | 2   | 0   | 1      | 2      | 0      | 2      | 0      |
| J. Hurwitz     | 12  | 0   | 0   | 0   | 0   | 12     | 0      | 0      | 0      | 0      |
| C. Medina      | 10  | 49  | 37  | 6   | 6   | 10     | 49     | 37     | 6      | 6      |
| L. Palos       | 4   | 39  | 34  | 3   | 2   | 4      | 39     | 34     | 3      | 2      |
| J. Predney     | 3   | 24  | 18  | 2   | 4   | 3      | 24     | 18     | 2      | 4      |
| V. Rodriguez   | 2   | 10  | 6   | 3   | 1   | 2      | 10     | 6      | 3      | 1      |
| R. Szeto       | 10  | 166 | 143 | 6   | 17  | 10     | 166    | 143    | 6      | 17     |
| M. West        | 10  | 34  | 15  | 9   | 10  | 10     | 34     | 15     | 9      | 10     |
| R. Windisch    | 2   | 1   | 1   | 0   | 0   | 2      | 1      | 1      | 0      | 0      |

P = presenze; PT = punti totali; AV = attacchi vincenti; MV = muri vincenti; BV = battute vincenti